# Hart, Steuerberg
Hart je naselje v Občini Steuerberg v Okraju Trg na Koroškem v Avstriji.